# Wapen van Aalst (Noord-Brabant)

Het wapen van Aalst

Het wapen van Aalst is op 16 juli 1817 bij besluit van de Hoge Raad van Adel aan de voormalige Noord-Brabantse gemeente Aalst bevestigd. Op 1 januari 1923 is Aalst opgegaan in de gemeente Waalre. Het in 1942 verleende tweede wapen van Waalre bevat een hoorn die ook in het wapen van Aalst voorkwam. Het is overgenomen op het wapen dat in 1960 aan Waalre werd verleend.

## Geschiedenis
De tekening is afkomstig van een schependomzegel dat uit 1591 dateert. Voor deze tijd was Aalst gedurende lange tijd in bezit van een tak van de Van Hornes en zegelde het gerecht in Aalst met drie horens met daarboven een barensteel (gelijk aan het wapen van Van Horne-Perwijs), met in de schildvoet de letter A, voor Aalst. Tot 1492 bleven de Van Hornes eigenaar, daarna gingen de rechten via vererving over naar verwanten. In 1551 werden de heerlijke rechten verkocht door Jan van Rotselaer. De nieuwe heren van Aalst kwamen uit het geslacht Van der Clusen. Zij voegden aan het zegel drie eikels toe die zij in het familiewapen voerden. Een afdruk van een achttiende-eeuwse versie van dit zegel diende als voorbeeld voor het wapen. Omdat de burgemeester geen kleuren vermeldde bij de wapenaanvraag, werd het wapen in rijkskleuren verleend. De juiste kleuren zouden zilver en rood moeten zijn, volgens een onderzoek van de Noord-Brabantse Commissie voor Wapen- en Vlaggenkunde.

## Blazoen
De beschrijving van 16 juli 1817 luidt als volgt: 
In blauw 3 hoorns vergezeld van 3 eikels, de beide buitenste met een takje, en pointe van de letter A, alles van goud.
De heraldische kleuren in het wapen zijn lazuur (blauw) en goud (geel). Dit zijn de rijkskleuren.

## Verwant wapen

Het wapen van Waalre uit 1942

Aalburg
· Aalst
· Aarle-Rixtel
· Alem 
· Alem, Maren en Kessel
· Almkerk
· Alphen en Riel
· Andel
· Baardwijk
· Bakel en Milheeze
· Beek en Donk
· Beers
· Berghem
· Berkel-Enschot
· Berlicum
· Besoyen
· Beugen en Rijkevoort
· Bladel en Netersel
· Bokhoven
· Borkel en Schaft
· Boxmeer
· Budel
· Capelle
· Chaam
· Cromvoirt
· Cuijk
· Cuijk en Sint Agatha
· De Werken en Sleeuwijk
· Den Dungen
· Deurne en Liessel
· Dieden, Demen en Langel
· Diessen
· Dinteloord (en Prinsenland)
· Dinther
· Dommelen
· Drongelen, Haagoort, Gansoijen en Doeveren
· Drunen
· Duizel en Steensel
· Dussen
· Eersel
· Eethen
· Emmikhoven en Waardhuizen
· Empel en Meerwijk
· Engelen
· Erp
· Esch
· Escharen
· Fijnaart en Heijningen
· Gassel
· Geffen
· Geldrop
· Gemert
· Genderen
· Gestel en Blaarthem
· Giessen
· Ginneken en Bavel
· Grave
· 's Gravenmoer
· Haaren 
· Halsteren
· Haps
· Haren en Macharen
· Hedikhuizen
· Heesch
· Heeswijk
· Heeswijk-Dinther
· Heeze
· Helvoirt
· Herpt
· Hoeven
· Hooge en Lage Mierde
· Hooge en Lage Zwaluwe
· Hoogeloon, Hapert en Casteren
· Huijbergen
· Kessel
· Klundert
· Landerd
· Leende
· Liempde
· Lierop
· Lieshout
· Linden
· Lith
· Luyksgestel
· Maarheeze
· Maasdonk
· Maashees en Overloon
· Made en Drimmelen
· Maren
· Meeuwen
· Megen, Haren en Macharen
· Mierlo
· Mill en Sint Hubert
· Moergestel
· Nederwetten en Eckart
· Nieuw-Ginneken
· Nieuw-Vossemeer
· Nieuwkuijk
· Nistelrode
· Nuenen en Gerwen
· Nuland
· Oeffelt
· Oerle
· Oijen en Teeffelen
· Oost-, West- en Middelbeers
· Oploo, Sint Anthonis en Ledeacker
· Ossendrecht
· Oud en Nieuw Gastel
· Oudenbosch
· Oudheusden
· Princenhage
· Prinsenbeek
· Putte
· Raamsdonk
· Ravenstein
· Reek
· Reusel
· Riethoven
· Rijsbergen
· Rijswijk
· Roosendaal en Nispen
· Rosmalen
· Sambeek
· Schaijk
· Schijndel
· Sint Anthonis
· Sint-Michielsgestel
· Sint-Oedenrode
· Soerendonk, Sterksel en Gastel
· Sprang
· Sprang-Capelle
· Standdaarbuiten
· Stiphout
· Stratum
· Strijp
· Terheijden
· Teteringen
· Tongelre
· Uden
· Udenhout
· Veen
· Veghel
· Veldhoven en Meerveldhoven
· Velp
· Vessem, Wintelre en Knegsel
· Vierlingsbeek
· Vlierden
· Vlijmen
· Vrijhoeve-Capelle
· Wanroij
· Waspik
· Werkendam
· Westerhoven
· Wijk en Aalburg
· Willemstad
· Woensel (en Eckart)
· Woudrichem
· Wouw
· Zeeland
· Zesgehuchten
· Zevenbergen